# Hexafluorpropylenoxid
Hexafluorpropylenoxid ist das Epoxid von Hexafluorpropen.

## Gewinnung und Darstellung
Hexafluorpropylenoxid kann durch Oxidation von Hexafluorpropen mit alkalischem Wasserstoffperoxid gewonnen werden.

## Verwendung
Hexafluorpropylenoxid wird als Grundstoff für Perfluoralkoxy-Polymere sowie zur Herstellung von HFPO-DA eingesetzt. Außerdem ist es Monomer für das Fluorpolymer Perfluorpolyether (Krytox).
Des Weiteren ist Hexafluorpropylenoxid in den meisten Synthesewegen von fluorierten Ionomeren beteiligt.